# Greeleyville
Greeleyville – miasto w Stanach Zjednoczonych, w stanie Karolina Południowa, w hrabstwie Williamsburg.